# Untalkative Bunny
Untalkative Bunny è una serie televisiva animata canadese-statunitense del 2001, creata da Graham Falk.
La serie è stata trasmessa per la prima volta in Canada su Teletoon dal 15 aprile 2001 al 5 ottobre 2003, per un totale di 39 episodi ripartiti su tre stagioni. In Italia la serie è stata trasmessa su RaiSat Ragazzi dal settembre 2004.

## Episodi
| Stagione         | Episodi | Prima TV USA | Prima TV Italia |
| ---------------- | ------- | ------------ | --------------- |
| Prima stagione   | 13      | 2001         | 2004            |
| Seconda stagione | 13      | 2002-2003    | 2004-2005       |
| Terza stagione   | 13      | 2003         | 2005            |